# J. P. Lockney
J. P. Lockney (parfois crédité John P. Lockney ou J. P. Leckray) est un acteur américain du cinéma muet, né le 17 mars 1867 à Philadelphie (Pennsylvanie) et mort à une date inconnue.

## Biographie
Lockney joue dans plus d'une centaine de films à partir de l'âge de cinquante ans et jusqu'à la fin des années 1930. Vers le milieu des années 1920, il travaille régulièrement avec Richard Thorpe.

## Filmographie partielle

### Comme acteur
- 1916 : Eye of the Night de Walter Edwards
- 1916 : Shell 43 de Reginald Barker
- 1917 : Au pays de l'or (Flying Colors) de Frank Borzage : Brewster Senior
- 1917 : Polly Ann de Charles Miller : Simpkins
- 1917 : Golden Rule Kate de Reginald Barker : l'homme ivre
- 1917 : La Fiancée de la haine (The Bride of Hate) de Walter Edwards
- 1917 : La Petite Châtelaine (Wee Lady Betty) de Charles Miller : Michael O'Brien
- 1918 : La Revanche d'un timide (String Beans) de Victor Schertzinger
- 1919 : Partners Three de Fred Niblo : Hassayampa Hardy
- 1919 : Hay Foot, Straw Foot ! de Jerome Storm : Jeff Hanan
- 1920 : Uncharted Channels de Henry King : Thomas Empey
- 1920 : A Broadway Cowboy de Joseph Franz : Colonel Jordan
- 1920 : 813 de Scott Sidney : Formerie
- 1920 : Jouets du destin (Dice of Destiny) de Henry King : Bill Preston
- 1920 : Les Mutinés de l'Elsinore (The Mutiny of the Elsinore) d'Edward Sloman
- 1920 : L'Honneur de la famille (The Family Honor) de King Vidor : Félix
- 1921 : The Kiss de Jack Conway : Selistino Vargas
- 1922 : Centaure (Just Tony) de Lynn Reynolds
- 1922 : The Yellow Stain de John Francis Dillon
- 1922 : La Dure École (Making a Man) de Joseph Henabery
- 1923 : Big Dan de William A. Wellman : Pat Mayo
- 1923 : The Prisoner de Jack Conway
- 1923 : La Rue des vipères (Main Street) de Harry Beaumont : Luke Dawson
- 1924 : Thundering Romance de Richard Thorpe : Mark Jennings
- 1924 : The Marriage Cheat de John Griffith Wray
- 1925 : Double Action Daniels de Richard Thorpe : Bill Daniels
- 1925 : Rugged Water d'Irvin Willat
- 1926 : Twisted Triggers de Richard Thorpe : Hiram Weston
- 1926 : Deuce High de Richard Thorpe :
- 1926 : Double Daring de Richard Thorpe : Wells, le banquier
- 1927 : Soda Water Cowboy de Richard Thorpe : Professeur Beerbum
- 1927 : The American de James Stuart Blackton
- 1928 : The Flying Buckaroo de Richard Thorpe : M. Mathews
- 1929 : The King of the Kongo de Richard Thorpe : Père Ricardo
- 1937 : Le Cœur en fête (When You're in Love) de Robert Riskin et Harry Lachman : un portier (non crédité)